# Élections européennes de 2004 en Estonie
Les élections européennes ont eu lieu le 13 juin 2004 en Estonie pour élire les 6 députés qui la représentent au Parlement européen.
Il y avait 873 809 électeurs inscrits pour seulement 234 485 votants, soit 26,8 % (un record négatif au sein de l'Union européenne, l'abstention ayant atteint 639 324 (73,2 %). Les votes valables étaient de 232 241.

## Résultats
| Parti                                                 | Groupe | Voix    | %     | Siège |
| ----------------------------------------------------- | ------ | ------- | ----- | ----- |
| Parti social-démocrate (SDE)                          | PSE    | 85 433  | 36,8  | 3     |
| Parti du centre d'Estonie (K)                         | ADLE   | 40 704  | 17,5  | 1     |
| Parti de la réforme (ER)                              | ADLE   | 28 377  | 12,2  | 1     |
| Union de la patrie (IL)                               | PPE    | 24 375  | 10,5  | 1     |
| Union populaire estonienne (RL)                       | UEN    | 18 687  | 8,0   | 0     |
| Res Publica (ÜVE-RP)                                  | PPE    | 15 457  | 5,7   | 0     |
| Candidats individuels (4 indépendants)                |        | 13 162  | 8,3   | 0     |
| Démocrates - Parti démocratique estonien (EDP)        |        | 2 849   | 1,3   | 0     |
| Parti des retraités estoniens (EPE)                   |        | 1 329   | 0,6   | 0     |
| Parti social-démocrate travailliste estonien (SDTööP) |        | 1 057   | 0,5   | 0     |
| Parti russe d'Estonie (VeneEE)                        |        | 805     | 0,4   | 0     |
| Total                                                 |        | 232 241 | 100,0 | 6     |

## Députés élus
1. Toomas Hendrik Ilves (SDE), 76 120 voix de préférence, groupe socialiste au Parlement européen, (jusqu'au 08.10.2006)
2. Marianne Mikko (SDE), 5 263 voix, groupe socialiste au Parlement européen,
3. Siiri Oviir (Kesk), 16 633 voix, groupe Alliance des démocrates et des libéraux pour l'Europe,
4. Ivari Padar (SDE), 1 012 voix, ne rejoint pas le Parlement européen,
5. Toomas Savi (Reform), 11 198 voix, groupe Alliance des démocrates et des libéraux pour l'Europe,
6. Tunne-Väldo Kelam (Isamaa), 12 609 voix (groupe du Parti populaire européen).

## Remplaçants
À la suite du départ d'Ilves et de Padar, sont élus députés ;
- le 7e, Andres Tarand, 841 voix ;
- la 10e, Katrin Saks, 729 voix (à partir d'octobre 2006).